# Curacaví
Curacaví est une ville et une commune du Chili dans la Province de Melipilla, elle-même située dans la région métropolitaine de Santiago. En 2016, sa population s'élevait à 29 980 habitants. La superficie de la commune est de 693 km2 (densité de 100 hab./km2).
Curacaví est située à une trentaine de kilomètres à l'ouest de la capitale Santiago dans la zone centrale du Chili. Le territoire de la commune se trouve dans la vallée du rio Puangue, un affluent du rio Maipo qui coule au milieu des collines de la Cordillère de la Costa. La commune est traversée par la route qui relie Santiago à la seconde ville du pays Valparaiso.